# 19 de maio
19 de maio é o 139.º dia do ano no calendário gregoriano (140.º em anos bissextos). Faltam 226 dias para acabar o ano.

## Eventos históricos

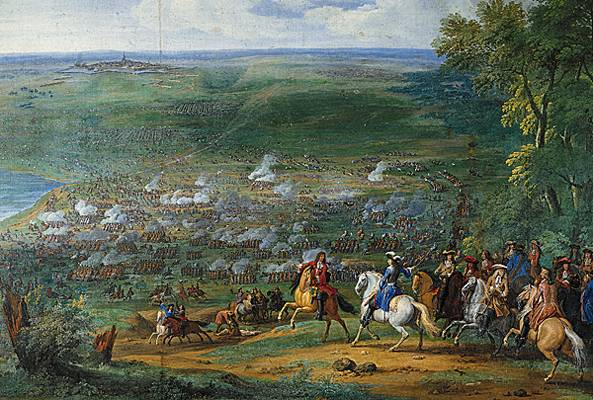
1643: Batalha de Rocroi

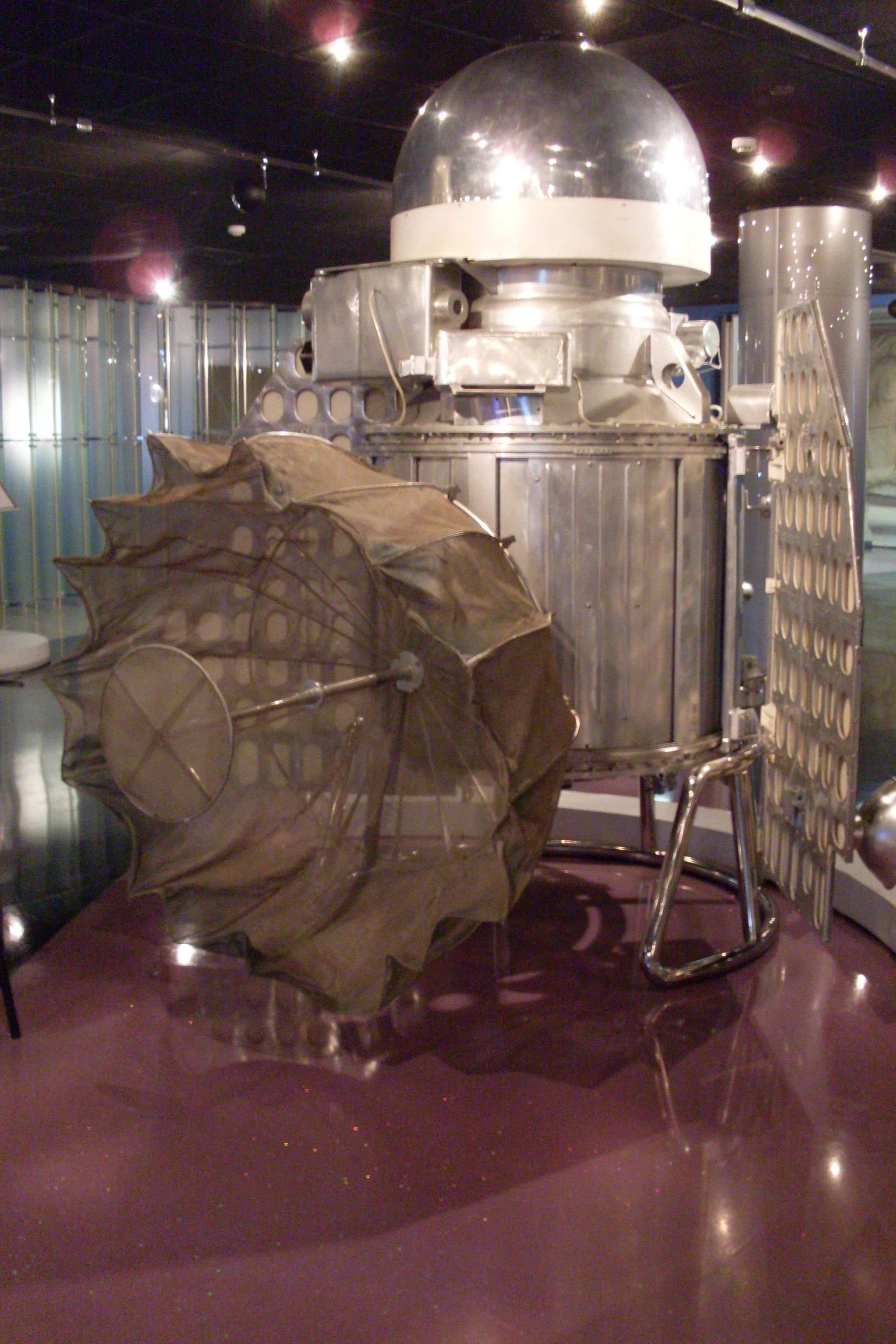
1961: Maquete da espaçonave Venera 1

- 0715 — Papa Gregório II é eleito.
- 0934 — O Império Bizantino reconquista Melitene sob a liderança de João Curcuas.
- 1051 — Henrique I da França se casa com a princesa Ana de Kiev.
- 1268 — Principado de Antioquia cai após o saque de Antioquia por Baibars.
- 1445 — João II de Castela derrota os Infantes de Aragão na Primeira Batalha de Olmedo.
- 1499 — Catarina de Aragão é casada por procuração com Artur, Príncipe de Gales.
- 1535 — O explorador francês Jacques Cartier embarca em sua segunda viagem à América do Norte com três navios, 110 homens.[1]
- 1536 — Ana Bolena, a segunda esposa de Henrique VIII da Inglaterra, é decapitada por adultério, traição e incesto.
- 1542 — O Reino Prome cai para a Dinastia Taungoo na atual Mianmar.[2]
- 1643 — Guerra dos Trinta Anos: as forças francesas sob o comando do duque d'Enghien derrotam decisivamente as forças espanholas na Batalha de Rocroi, marcando o fim simbólico da Espanha como potência terrestre dominante.
- 1649 — Uma Lei do Parlamento declarando a Inglaterra como Comunidade é aprovada pelo Parlamento Longo. A Inglaterra seria uma república pelos próximos onze anos.
- 1655 — Começa a invasão da Jamaica durante a Guerra Anglo-Espanhola.
- 1743 — Jean-Pierre Christin desenvolveu a escala de temperatura centígrada.
- 1769 — O Conclave de 1769 elege Lourenço Cardeal Ganganelli como Papa, que assume o nome de Clemente XIV.
- 1780 — Dia Escuro da Nova Inglaterra, um incomum escurecimento do céu foi observado na região da Nova Inglaterra dos Estados Unidos e em partes do Canadá.
- 1802 — O cônsul da República Francesa, Napoleão Bonaparte, funda a Ordem Nacional da Legião de Honra.
- 1845 — Capitão John Franklin e sua malfadada expedição ao Ártico partem de Greenhithe, Inglaterra.
- 1848 — Guerra Mexicano-Americana: o México ratifica o Tratado de Guadalupe Hidalgo, terminando com a guerra e cedendo a Califórnia, Nevada, Utah e partes de quatro outros estados americanos modernos aos Estados Unidos por US$ 15 milhões.
- 1905 — Albert Einstein publica sua tese sobre a teoria da relatividade.
- 1919 — Mustafa Kemal Atatürk desembarca em Samsun, na costa do Mar Negro da Anatólia, iniciando o que mais tarde é chamado de Guerra de independência turca.
- 1934 — Zveno e o exército búlgaro arquitetam um golpe de Estado e instalam Kimon Georgiev como novo primeiro-ministro da Bulgária.
- 1945 — Manifestantes sírios em Damasco são alvejados por tropas francesas, ferindo doze, levando à Crise do Levante.[3]
- 1948 — O presidente do Brasil, Eurico Gaspar Dutra, envia ao Congresso Nacional mensagem que trata do "Plano Salte", cuja prioridade é o investimento nas áreas de Saúde, Alimentos, Transportes e Energia.
- 1950 — O Egito anuncia que o Canal de Suez está fechado para navios e comércio israelenses.
- 1954 — Catarina Eufémia é morta a tiro pelo tenente Carrajola da GNR, tornando se assim um símbolo da resistência ao Estado Novo.
- 1959 — O Exército do Povo do Vietnã estabelece o Grupo 559, cuja responsabilidade é determinar como manter as linhas de abastecimento para o Vietnã do Sul; a rota resultante é a trilha Ho Chi Minh.
- 1961 — Programa Venera: Venera 1 torna-se o primeiro objeto feito pelo homem a voar para outro planeta passando por Vênus (a sonda havia perdido contato com a Terra um mês antes e não retornou nenhum dado).
- 1971 — Programa Marte: Marte 2 é lançado pela União Soviética.
- 1991 — Os croatas votam pela independência em um referendo.
- 1993 — O voo 501 da SAM Colombia cai ao se aproximar do Aeroporto Internacional José María Córdova em Medellín, Colômbia, matando 132 pessoas.[4]
- 2000 — Programa de Ônibus/Vaivém Espacial: O Atlantis é lançado na missão STS-101 para reabastecer a Estação Espacial Internacional.
- 2002
  - Timor-Leste torna-se um Estado independente.
  - Madre Paulina é canonizada pelo Papa João Paulo II como a primeira santa brasileira.

- 2007 — Presidente da Romênia, Traian Băsescu, sobrevive a um referendo de impeachment e regressa à presidência do país.
- 2010 — As Forças Armadas Reais da Tailândia concluem sua repressão aos protestos, forçando a rendição dos líderes da Frente Unida para a Democracia contra a Ditadura.
- 2016 — Voo EgyptAir 804 cai no Mar Mediterrâneo enquanto viaja de Paris para o Cairo, matando todos a bordo.
- 2018 — Príncipe Henrique de Gales e Meghan Markle se casam na Capela de São Jorge, em Windsor.
- 2024 — Presidente do Irã, Ebrahim Raisi, morre em acidente de helicóptero na província do Azerbaijão Oriental.

## Nascimentos

### Anterior ao século XIX

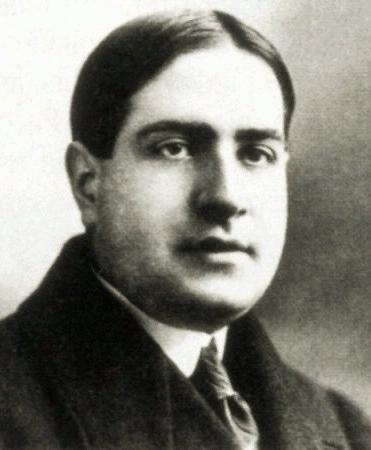
Mário de Sá-Carneiro

- Mário de Sá-Carneiro1462 — Baccio d'Agnolo, arquiteto e escultor italiano (m. 1543).
- 1593 — Jacob Jordaens, pintor flamengo (m. 1678).
- 1611 — Papa Inocêncio XI (m. 1689).
- 1744 — Carlota de Meclemburgo-Strelitz, rainha do Reino Unido (m. 1818).
- 1762 — Johann Gottlieb Fichte, filósofo alemão (m. 1814).
- 1773 — Arthur Aikin, químico britânico (m. 1854).
- 1797 — Maria Isabel de Bragança, rainha da Espanha (m. 1818).

### Século XIX
- 1862 — João do Canto e Castro, político português (m. 1934).
- 1881 — Kemal Atatürk, político turco (m. 1938).
- 1890

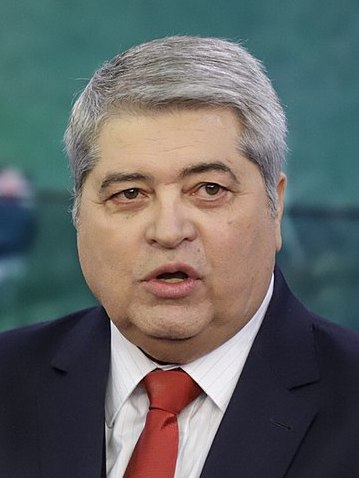
José Luiz Datena

  - Cacá DieguesJosé Luiz DatenaMário de Sá-Carneiro, poeta português (m. 1916).

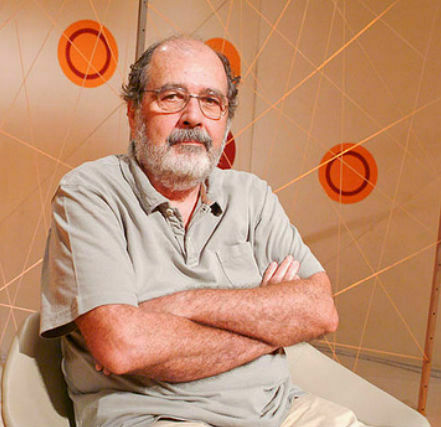
Cacá Diegues

  - Ho Chi Minh, líder revolucionário vietnamita (m. 1969).

### Século XX

#### 1901–1950
- 1903 — Alteburga de Oldemburgo, princesa hereditária de Waldeck e Pyrmont (m. 2001).
- 1925
  - Malcolm X, ativista político estadunidense (m. 1965).
  - Pol Pot, político cambojano (m. 1998).
- 1929 — Johnny Alf, músico brasileiro (m. 2010).
- 1930 — Rudolf Kalman, matemático e engenheiro húngaro (m. 2016).
- 1933 — Sérgio Paranhos Fleury, militar brasileiro (m. 1979).
- 1936 — Sissy Schwarz, patinadora artística austríaca.
- 1937
  - Jofran Frejat, médico e político brasileiro (m. 2020).
  - Fernando Peixoto, ator e roteirista brasileiro (m. 2012).
- 1938 — Moisés da Costa Amaral, político timorense (m. 1989).
- 1939 — James Fox, ator estadunidense.
- 1940 — Cacá Diegues, cineasta brasileiro (m. 2025).
- 1941 — Nora Ephron, diretora e roteirista estadunidense (m. 2012).
- 1944 — Gregory Kelley, patinador artístico americano (m. 1961).
- 1945 — Pete Townshend, músico britânico.
- 1946 — André the Giant, wrestler e ator francês (m. 1993).
- 1947 — Marku Ribas, cantor, compositor e percussionista brasileiro (m. 2013).
- 1950 — Tadeusz Ślusarski, atleta polonês (m. 1998).

#### 1951–2000
- 1951 — Joey Ramone, cantor e compositor estadunidense (m. 2001).
- 1952 — Bert van Marwijk, futebolista e treinador de futebol neerlandês.
- 1953 — Arlindo Barreto, ator, apresentador, palhaço e pastor evangélico brasileiro.
- 1954 — Phil Rudd, músico australiano.
- 1955 — Fátima Bezerra, política brasileira.
- 1956 — Jayme Monjardim, diretor de televisão brasileiro.
- 1957 — José Luiz Datena, apresentador de televisão brasileiro.
- 1962 — Marcos Witt, cantor e compositor estadunidense.
- 1964 — Samuel Okwaraji, futebolista nigeriano (m. 1989).
- 1965 — Cecilia Bolocco, modelo chilena.
- 1967
  - Alexia, cantora italiana.
  - Gonçalo Salvado, poeta português
- 1970
  - Erom Cordeiro, ator brasileiro.
  - Daniel Boaventura, ator e cantor brasileiro.
- 1973 — Bebo Norman, cantor e músico estadunidense.
- 1974 — Vanessa Machado, atriz brasileira.
- 1975
  - Bruno Fialho, político português.
  - Pretinha, futebolista brasileira.
- 1977 — Manuel Almunia, futebolista espanhol.
- 1979
  - Diego Forlán, futebolista uruguaio.
  - Andrea Pirlo, futebolista italiano.
- 1980
  - Georgia Bonora, ginasta australiana.
  - Moeneeb Josephs, futebolista sul-africano.
  - Drew Fuller, ator estadunidense.
- 1981
  - Luciano Figueroa, futebolista argentino.
  - Georges St-Pierre, lutador de artes marciais mistas canadense.
- 1983 — Eve Angel, atriz húngara.
- 1984 — Jesús Dátolo, futebolista argentino.
- 1985 — Chinonye Chukwu, diretora de cinema nigeriana-americana.
- 1987
  - Mariano Torres, futebolista argentino.
  - David Edgar, futebolista canadense.
- 1991 — Jordan Pruitt, cantora estadunidense.
- 1992
  - Heather Watson, tenista britânica.
  - Marshmello, DJ e produtor musical norte-americano.
  - Ola John, futebolista neerlandês.
  - Sam Smith, personalidade britânica.
- 1993 — João Schmidt, futebolista brasileiro.
- 1994 — Gabriela Guimarães, jogadora brasileira de vôlei.
- 1998 — Martina Centofanti, ginasta italiana.

### Século XXI
- 2001
  - Han Hyun-min, ator sul-coreano.
  - Supha Sangaworawong, ator e nadador tailandês.
- 2003 — Malo Gusto, futebolista francês.

## Mortes

Padre João Ribeiro

### Anterior ao século XIX
- 0804 — Alcuíno de Iorque, monge anglo-saxão (n. 735).
- 0988 — Dunstano, abade de Glastonbury (n. 909).
- 1102 — Estêvão II de Blois (n. 1045).
- 1125 — Vladimir II Monômaco, príncipe de Quieve (n. 1052).
- 1218 — Otão IV do Sacro Império Romano-Germânico (n. 1175).
- 1296 — Papa Celestino V (n. 1215).
- 1303 — Ivo de Kermartin, santo católico (n. 1253).
- 1319 — Luís de Évreux, conde de Évreux (n. 1276).
- 1353 — Isabel da Áustria, Duquesa da Lorena (n. c. 1285/93).
- 1389 — Demétrio de Moscou, grão-príncipe de Moscou e Vladimir (n. 1350).
- 1396 — João I de Aragão, rei de Aragão e das Coroas Aragonesas (n. 1350).
- 1526 — Go-Kashiwabara, imperador japonês (n. 1462).
- 1536 — Ana Bolena, rainha consorte da Inglaterra (n. 1501).
- 1609 — García Hurtado de Mendoza, nobre e militar espanhol (n. 1535).
- 1610 — Tomás Sánchez de Ávila, sacerdote jesuíta espanhol (n. 1550).
- 1750 — Marco António de Azevedo Coutinho, político português (n. 1688).
- 1755 — Sebastião Pereira de Castro, clérigo e juiz português (n. 1679).

### Século XIX
- 1817 — Padre João Ribeiro, religioso e revolucionário brasileiro (n. 1766).
- 1843 — Charles James Apperley, desportista e escritor esportivo britânico (n. 1777).
- 1881 — Harry von Arnim, diplomata alemão (n. 1824).
- 1895 — José Martí, político, jornalista e poeta cubano (n. 1853).

### Século XX
- 1903 — Arthur Shrewsbury, jogador de críquete britânico (n. 1856).
- 1907 — Benjamin Baker, engenheiro britânico (n. 1840).
- 1924 — Maria Bernarda Bütler, santa católica suíça (n. 1848).
- 1935 — T. E. Lawrence, arqueólogo e militar britânico (n. 1888).
- 1954
  - Charles Ives, compositor norte-americano (n. 1874).
  - Catarina Eufémia, revolucionária portuguesa (n. 1928).
- 1957 — Alice Milliat, pioneira francesa no esporte feminino (n. 1884).
- 1984 — Henrique Teixeira Lott, marechal e político brasileiro (n. 1894).
- 1987 — Valentín Paz-Andrade, escritor, poeta e jornalista espanhol (n. 1898).
- 1996 — Fernanda Seno, escritora portuguesa (n. 1942).

### Século XXI
- 2006 — Vítor Negrete, montanhista brasileiro (n. 1967).
- 2009 — Robert Furchgott, farmacêutico estadunidense (n. 1916).
- 2014 — Eurico Dias Nogueira, bispo católico português (n. 1923).
- 2017 — Kid Vinil, cantor, compositor e radialista brasileiro (n. 1955).
- 2023 — Tim Keller, pastor e escritor estadunidense (n. 1950).

## Feriados e eventos cíclicos

### Mundiais
- Dia Mundial da Doença Inflamatória do Intestino
- Dia Mundial do Físico
- Dia do Orgulho Agênero
- Dia dos acadêmicos de Direito

### Brasil
- Dia do Defensor Público
- Dia Nacional de Doação de Leite materno
- Dia Nacional de Combate à Cefaléia
- Aniversário do município de Palmas de Monte Alto, Bahia
- Aniversário do município de Bertioga, São Paulo
- Aniversário do município de Hortolândia, São Paulo
- Aniversário do município de Lajedo, Pernambuco
- Aniversário do município de Alta Floresta, Mato Grosso
- Aniversário do município de Cajati, São Paulo
- Aniversário do município de Saltinho, São Paulo

### Cristianismo
- Crispim de Viterbo
- Dunstano
- Ivo de Kermartin
- Joaquina de Vedruna
- Maria Bernarda Bütler
- Papa Celestino V
- Pudenciana de Roma

### Outros países
- Dia da Juventude, de Atatürk e do Desporto na Turquia

## Outros calendários
- No calendário romano era o 14º dia (XIV) antes das calendas de junho.
- No calendário litúrgico tem a letra dominical F para o dia da semana.
- No calendário gregoriano a epacta do dia é  x.